# Rudolf de Korte
Rudolf Willem de Korte (Den Haag, 8 juli 1936 – Wassenaar, 9 januari 2020) was een Nederlands politicus en bestuurder.

## Loopbaan
Na zijn studiejaren aan de Universiteit Leiden waarin hij lid was van LSV Minerva maakte de Korte carrière in het bedrijfsleven en was hij politiek actief voor de VVD, voor welke partij hij in 1977 een succesvolle verkiezingscampagne leidde. Hij werd daarna woordvoerder sociale zaken (arbeidsvoorwaarden, inkomensbeleid) en financieel-economische zaken van zijn fractie. De Korte behoorde met onder anderen Loek Hermans en Albert Jan Evenhuis tot de vertrouwelingen van VVD-leider Ed Nijpels. 
Hij volgde begin 1986 de overleden minister Koos Rietkerk op als minister van Binnenlandse Zaken. Hij was vicepremier in het tweede kabinet-Lubbers. Als minister van Economische Zaken in dat kabinet maakte hij een einde aan de investeringssubsidie via de Wet op de Investeringsrekening (WIR) uit 1978. In het kabinet had hij een moeizame verstandhouding met premier Ruud Lubbers. Toen hij, kort na zijn aantreden, verklaarde tegen een bezoek van koningin Beatrix aan keizer Hirohito te zijn, zei Lubbers in de Tweede Kamer: "Dit valt in de categorie: eens maar niet weer".
De Korte stapte na een tweede periode als Kamerlid (1989-1995) over naar een internationale functie; hij werd per 1 september 1995 vicepresident van de Europese Investeringsbank, wat hij tot 1 september 2001 bleef.
De Korte overleed op 9 januari 2020 op 83-jarige leeftijd.

## Onderscheiding
- Commandeur in de Orde van Oranje-Nassau (20 november 1989)